# Heading for a Fall
Singles de Vaya Con Dios
Night Owls
(1990) Time Flies
(1992)
Heading for a Fall est une chanson du groupe belge Vaya Con Dios, parue sur leur troisième album studio Time Flies. Elle est sortie en tant que premier single de l'album en 1992 sous le label Ariola Records.
La chanson a obtenu le succès dans de nombreux pays européens, atteignant la première place en Belgique, devenant le deuxième single numéro un du groupe dans le pays, et en se classant dans le top 10 en Autriche, aux Pays-Bas et en Suisse. C'est l'un des plus grands succès de Vaya Con Dios.

## Liste des titres
| A. | Heading for a Fall | 3:42 |
| B. | Muddy Waters       | 3:17 |

| 1. | Heading for a Fall | 3:42 |
| 2. | Muddy Waters       | 3:17 |
| 3. | Sally              | 3:28 |

## Classements
| Classement (1992–93)                   | Meilleure position |
| -------------------------------------- | ------------------ |
| Allemagne (GfK Entertainment)          | 29                 |
| Autriche (Ö3 Austria Top 40)           | 10                 |
| Belgique (Flandre Ultratop 50 Singles) | 1                  |
| Europe (Eurochart Hot 100)             | 19                 |
| Europe (Adult Contemporary)            | 3                  |
| Norvège (Radio Topp 20)                | 19                 |
| Pays-Bas (Nederlandse Top 40)          | 7                  |
| Pays-Bas (Nationale Hitparade)         | 3                  |
| Suisse (Schweizer Hitparade)           | 5                  |

| Classement (1992)              | Position |
| ------------------------------ | -------- |
| Belgique (Flandre Ultratop)    | 10       |
| Europe (Adult Contemporary)    | 20       |
| Pays-Bas (Nederlandse Top 40)  | 26       |
| Pays-Bas (Nationale Hitparade) | 36       |
| Suisse (Schweizer Hitparade)   | 30       |